# Bali Mihály
Bali Mihály (Igar, 1791. április 10. – Polgárdi, 1876. május 7.) református lelkész.

## Élete
Előbb Csajágon tanult, majd 1803. november 19-én a pápai kollégiumba vétetett fel mint novícius szintaxista, ahol tanulmányait elvégezve 1814–1815-ben a szintaxisták tanítója lett, ezután Szilasbalhásra ment rektornak, 1819-től pedig egy évet töltött Pozsonyban, hogy megtanulja a német nyelvet. 1820-ban fél évig Bécsben és fél évig Tübingenbe folytatott teológiai tanulmányokat. Exmittáltatott 1821. június 24-én. Ezidőtől 1824. március 5-éig fülei káplán és ekkor csőszi rendes lelkész lett. 1828-ban kálozi, 1843. március 11. polgárdi pappá választották. 1841-ben a mezőföldi egyházmegye esperesévé, 1844-ben a dunántúli egyházkerület főjegyzőjévé választották. 1857-ben egyházkerületi főjegyzőként is működött. 1861-ben az esperességről, 1873-ban pedig a lelkészségről is lemondott.

## Munkái
- Rövid rajza és vázlata a föld jelen lakosai főbb vallásainak, Haupt Károly Gellért után magyarítva. Pápa, 1845
- Miben áll a keresztyén templomoknak valódi becsük? Fejérvár, 1845
- Gyászbeszéd néhai t. Bottlik János végtiszteletére. Pest, 1856

Népiskolai heidelbergi kátéja, kathedrai s egyéb alkalmi szónoklatai kéziratban maradtak.